# Sonia Bićanić
Sonia Wild Bićanić (Kenley, Surrey, 3. siječnja 1920. – Zagreb, 1. prosinca 2017.) bila je anglistkinja i sveučilišna profesorica.

## Životopis
Rodila se u Kenleyju u Velikoj Britaniji. U SAD-u se školovala te boravila jednu godinu. U rodnu Veliku Britaniju vratila se 1939. godine, gdje se 1941. pridružuje ATS-u. Od 1942. do kraja rata radila je u vojnom obrazovnom servisu. U Londonu je upoznala hrvatskog ekonomista Rudolfa Bićanića, predratnog mačekovca, koji je tijekom rata u Velikoj Britaniji službovao kao jugoslavenski politički dužnosnik. Za nj se udala 1945. i otišla živjeti u Zagreb u kojem je ostala do smrti. U Zagrebu je studirala anglistiku i jugoslavenske književnosti na Filozofskom fakultetu i diplomirala 1952., a doktorirala englesku književnost u Oxfordu 1959. godine.  Time je postala jedan od prvih poslijeratnih anglista u SFR Jugoslaviji. Zaposlila se na Katedri za engleski jezik i književnost u Zagrebu, na kojoj je ostala sve do odlaska u mirovinu 1992. godine. Predavala je kolegij Kultura i civilizacija Velike Britanije te razne kolegije iz engleske i američke književnosti na Odsjeku za anglistiku.

## Djela
- Two Lines of Life - Dvije linije života, memoari, 1999. godine.[4]
- British Travellers In Dalmatia 1757-1935 Plus a little bit more about Dalmatia today, 2006.[7]
- Socijalna i kulturna povijest Britanije (A Social and Cultural History of Britain: 1688–1981, 1982.[5]

Napisala je brojne studije o engleskoj književnosti, društvu i kulturi Velike Britanije, stilistici i teoriji diskursa te udžbenike za učenje engleskog jezika.

## Nagrade i priznanja
- 2001.: OBE za približavanje britanske i hrvatske kulture[4]